# 会津アピオ
会津アピオ（あいづアピオ）は、福島県会津若松市インター西に所在する物流団地。住所が示すように磐越自動車道会津若松ICの西に隣接している。

## 概要
東に国道121号と会津若松IC、南に国道49号、北に磐越自動車道にはさまれた区域に造成された、卸商団地とトラックターミナルを一体とした総合流通団地である。会津若松卸商団地協同組合と会津若松トラックセンター協同組合により構成される。
区域の北側がトラックターミナル、南側が卸商団地として利用されており、2012年4月1日現在83社が立地している。卸商団地は国道49号に近い南側にショッピングゾーンとしてロードサイド店舗が設けられており、中央部は卸サービスゾーンとなっている。
このほかに会津若松卸商団地協同組合の組合会館であるアピオスペースがあり、展示場、会議室、研修室として利用されている。
アピオスペース内には、マイクロソフト認定ラーニング ソリューション パートナーに認定されたパソコン教室も存在する。

## 歴史
- 1986年3月: 会津若松市長期総合計画で全会津の流通拠点整備が検討される[8]。
- 1989年7月: 会津若松市が運輸省により物流ネットワークシティ構想のモデル地区に指定される[6][9]。
- 1995年10月: 団地の名称を「会津アピオ[10]」、町名を「インター西」とする[8]。
- 1996年2月: 造成工事が完了[6]。
  - 3月: 会津若松市より卸商団地組合[8]およびトラックセンター組合[11]に用地を分譲。
  - 4月: 卸商団地組合側の施設着工[8]。
  - 5月: トラックセンター組合側の施設着工[11]。
  - 12月: アピオスペース竣工[8]。
- 1998年3月: 施設工事が完了[6]。

## 町名「インター西」
インター西は先述の通り、1995年に会津アピオの造成に合わせて決定された地名であり、それ以前には町北町大字始および高野町大字中沼の一部であった。
住居表示未実施地域であるが、地名の変更によりそれと同等の効果が得られたとし、住居表示を実施する予定はない。
会津若松市会津若松IC周辺地区計画区域内建築物の制限に関する条例により、会津アピオ区域内での住居等の建設は禁止されている。このため、現住人口は0人である。

## 主な商業施設・金融機関
主なものを挙げる。立地している施設すべての一覧は会津若松卸商団地協同組合の組合員紹介ページおよび会津若松トラックセンター協同組合の組合員紹介ページを参照。
- リオン・ドール 会津アピオ店
  - レオクラブ TSUTAYA 会津アピオ店
  - ブックオフ 会津アピオ店
  - ドトール 会津若松アピオ店
  - サンドラッグ 会津若松アピオ店
  - マクドナルド 会津アピオ店
  - 会津信用金庫ATM
- カワチ薬品 会津アピオ店
- コスモ石油 アピオSS
- ケーズデンキ（デンコードー） 会津若松本店
- 西沢書店
- プラネット
- ビビホーム大和一
- 東邦銀行会津アピオ支店
- 会津アピオ郵便局
- 福島銀行ATM

## バス停留所
会津乗合自動車により、会津アピオ東側の国道121号上に「会津アピオ入口」バス停留所が設置されている。会津若松ICの最寄りの停留所であり、会津若松市を発着するすべての高速バスが経由する。
- 高速バス
  - 夢街道会津号[15]
  - 仙台 - 会津若松線[16]
  - 会津若松 - 新潟線[17]
  - 福島 - 会津若松線[18]
  - 会津若松 - 郡山 - いわき線[19]
  - 会津若松 - 野沢[20]
- 一般路線バス[21]
  - 塩川・喜多方線（会津若松駅・西若松駅東口方面、会津医療センター・塩川グリーンプラザ・喜多方営業所方面）
アピオ経由と表記されている1日3往復のみが経由する。
  - 笈川線（会津若松駅・西若松駅東口方面、湯川役場前・笈川学校前方面） 
会津アピオ区域内にある会津アピオ中央・会津アピオ南口・中の明の各停留所[5]も利用可能。

また、桜交通は会津アピオ内に営業所を有しており、同社の東京・浜松町方面の高速バスの停留所としても機能している。